# 黒愛 〜一夜妻館・淫口乱乳録〜
『黒愛〜一夜妻館・淫口乱乳録〜』（くろあい ひとよづまかん・いんこうらんにゅうろく）は、2004年6月25日にCLOCKUPより発売されたアダルトゲーム。および、それを原作として2005年にグリーンバニーより発売された全2巻のアダルトアニメ。2019年8月30日には、本作のHD版『黒愛〜一夜妻館・淫口乱乳録〜 HDリマスター』が発売された。

## ストーリー
幼馴染である内海綾香の手術費用を工面すべく、五丈テツヤは遠縁の叔母の元を訪れた。テツヤを迎えたのは、月紅館という豪邸に住む自称テツヤの叔母・荒神六華と彼女に傅くメイド・十川葉月。助けを求めるテツヤに対し、六華は「美女たちを月紅館へ連れ込み、お前は種馬となって彼女たちを孕ませる」という条件を提示した。
綾香のためにも、テツヤは女たちをさらって調教し、娼婦にするという仕事を始めることになった。

## 登場人物

### 主人公
五丈 テツヤ（ごじょう てつや）
声 - 陳大成（アダルトアニメのみ）
本作の主人公（名前は変更可能）。
母を失い、さらには姉のような存在であった綾香の入院で六華を頼るはめになった。
六華からは「ノワキ」という、一族の男に与えられた名称で呼ばれている。

### 女性キャラクター
内海 綾香（うつみ あやか）
声 - 金松由花
テツヤの幼馴染。虚弱体質故に授業にろくに出ることができず、2年ほど留年していた上、命を救うには4か月以内に手術を受ける必要があった。
荒神 六華（こうじん りっか）
声 - 大波こなみ / 金松由花（HDリマスター）
テツヤの叔母を自称するゴスロリ美少女で、月紅館に住んでいる。
十川 葉月（そがわ はづき）
声 - 木葉楓
六華のメイドで、ある客専用の娼婦。大切な存在は、ペットの鳥クィルと、妹である伊月。
普段は学校に通っており、弓道部に所属している。
城ノ内 美奈子（じょうのうち みなこ）
声 - 鷹月さくら
葉月の先輩にあたる女子学生で、弓道部の主将を務めている。恵まれた人生を送ってきたため常に明るい表情をしており、周囲も明るくする。
雅（みやび）
声 - 白井綾乃 / 木葉楓（HDリマスター）
テツヤの遠縁の親類である美しき娼婦で、娼婦たちを教育する役割を引き受けている。様々な客のニーズにこたえるなど娼婦としてはよくできているが、主人公に対してちょっかいを出すことが多い。
六華が住む前から月紅館に住んでおり、六華の支配を受けていない。
乾 玲緒奈（いぬい れおな）
声 - 吉川華生 / 鷹月さくら（HDリマスター）
大学の工学部電子工学科に在籍する女子大生。さばさばした性格だが、浪費癖や悪い噂が絶えない人物でもある。
ジュリアンヌ・桃原（ジュリアンヌ とうばる）
声 - 涼森ちさと / 大波こなみ（HDリマスター）
大病院に勤務する看護師で、伊月の担当。失敗が多いものの前向きな性格である。
方丈 ほのか（ほうじょう ほのか）
声 - 北都南 / 吉川華生（HDリマスター）
葉月と美奈子の通う学校に勤務する英語教師。事故で両親と恋人を失い、自身も視力低下に陥る中、宗教に救いを求めた結果、現在の立場についた。
水野 かをり（みずの かをり）
声 - 紫苑みやび / 白井綾乃（HDリマスター）
ほのかの姉で、病院の近くで喫茶店を営んでいる。事故で他界した両親から店を継ぐも、ライバル店の進出により経営困難に陥っている。
月紅館で娼婦として働かされるうちに、男たちの精液の虜になっていく。
十川 伊月（そがわ いづき）
葉月の実妹で、現在入院中。

### 男性キャラクター
セバスチャン・ハーディ
六華の執事であると同時に、娼館の案内役にして、娼館の男性たちのまとめ役。
曽我部 崇文（そがべ たかふみ）
綾香の住む町の町長の息子で、テツヤと綾香の幼馴染でもある。綾香以外の人間に対しては粗暴な態度をとっていたため、嫌われていた。
長沼 力（ながぬま ちから）
ジュリアンヌの勤務先の病院の院長。娼館の常連客でもあり、お抱えの娼婦がいる。
水野 俊夫（みずの としお）
かをりの夫である公務員。淡泊な性格をしている。
只野 英三（ただの えいぞう）
葉月と美奈子の通う学園の体育教師。事あるごとに元オリンピック候補を自慢する。女子学生を見るのが好き。同僚のほのかに思いを寄せている。
長沼 牟礼男（ながぬま むれお）
力の息子で、玲緒奈と同じ大学に通う。

## スタッフ
- 原画 - たかぴこ、黒石りんご
- 企画 - 青匣新力
- シナリオ - 青匣新力、マンサク、シャア専用○[1]、巽ヒロヲ、ORU、なかなか
- オープニング主題歌「Blue Bird」
  - 作詞・作曲・編曲：U-ma／歌：金松由花

## 制作
CLOCKUP広報の銀によると、本作はCLOCKUPのエロスの集大成を作るというところがスタート地点になったという。
シナリオライターのうち、シャア専用○は本作がデビュー作となり、企画の最初から参加している。もともと彼は自作の小説をウェブサイトで公開しており、本人が不在の間にCLOCKUPとBLACK RAINBOWの関係者がサイト内のチャットに来ており、後日この二社からほぼ同時にオファーを受けた。

## アダルトアニメ
GREEN BUNNYの制作したアダルトアニメ版では細かい設定が省略されているほか、綾香の登場シーンが削減された。
シリーズ一覧
- 黒愛〜一夜妻館・淫口乱乳録〜 第1巻「ザードル奴隷処女 孕ませの宴」 2005年4月29日発売 GBBH-5413
- 黒愛〜一夜妻館・淫口乱乳録〜 第2巻「異常性欲人妻 射精地獄の宴」 2005年6月24日発売 GBBH-5414
- 黒愛〜一夜妻館・淫口乱乳録〜 Complete Edition Blu-ray 2013年3月15日発売 BGRB-9652
- 黒愛〜一夜妻館・淫口乱乳録〜 Complete Edition DVD 2013年3月15日発売 DGRB-9654

スタッフ
- 原作 - CLOCKUP「黒愛」
- 企画 - 蜜丘潤
- プロデューサー - RIKI、太田俊秀
- キャラクターデザイン・監督・絵コンテ・演出・作画監督 - むらかみてるあき
- 脚本 - ももいおさむ
- 美術監督 - 島津あゆみ
- 色彩設計・色指定 - 青山まなみ
- 撮影監督 - 宅里智人
- 音響監督 - 三枝千秋
- 編集・録音 - タバック
- 背景・撮影 - STUDIO ZITUS
- 音楽 - CLOCKUP、湯川徹
- エンディングテーマ「Blue Bird」

- 作詞・作曲・編曲：U-ma／歌：金松由花

- 整音 - 立花康夫
- 制作担当 - 永田雅之、藤乃屋舞
- アニメーション制作 - 真空間
- 製作 - GREEN BUNNY

## 関連書籍

### 公式ビジュアルブック
黒愛 公式ビジュアルブック 〜一夜妻館実録〜
メディアックス〈メディアックスムック 261〉、2004年8月20日発売、ISBN 4-89613-581-4

### ジュブナイルポルノ
黒愛〜一夜妻館・淫口乱乳録〜
著：シャア専用○、原作：CLOCKUP
イーグルパブリシング〈パンプキンノベルズ〉、2005年1月25日発売、ISBN 4-86146-043-3

## 反響

### 評価
穴リスト猫は、本作のシナリオの完成度について、のちのCLOCKUP作品と比較すると物足りなさを覚えるとしつつも、執拗な輪姦といった過激なシーンについてはブランドとしての特徴が出ていた作品と評した。
また、穴リスト猫はアダルトアニメ版のHシーンの濃密さを評価し、特に畳みかけるように早口で連発される卑語は視聴者に語りかけているように聞こえるため、視聴者も知らず知らずのうちに調教されているとした。物語の後半ではCLOCKUPらしい猟奇性が現れたと評価しつつも、展開が混迷を極めた点については低予算のB級ホラー映画のようだと述べた。